# BE-4

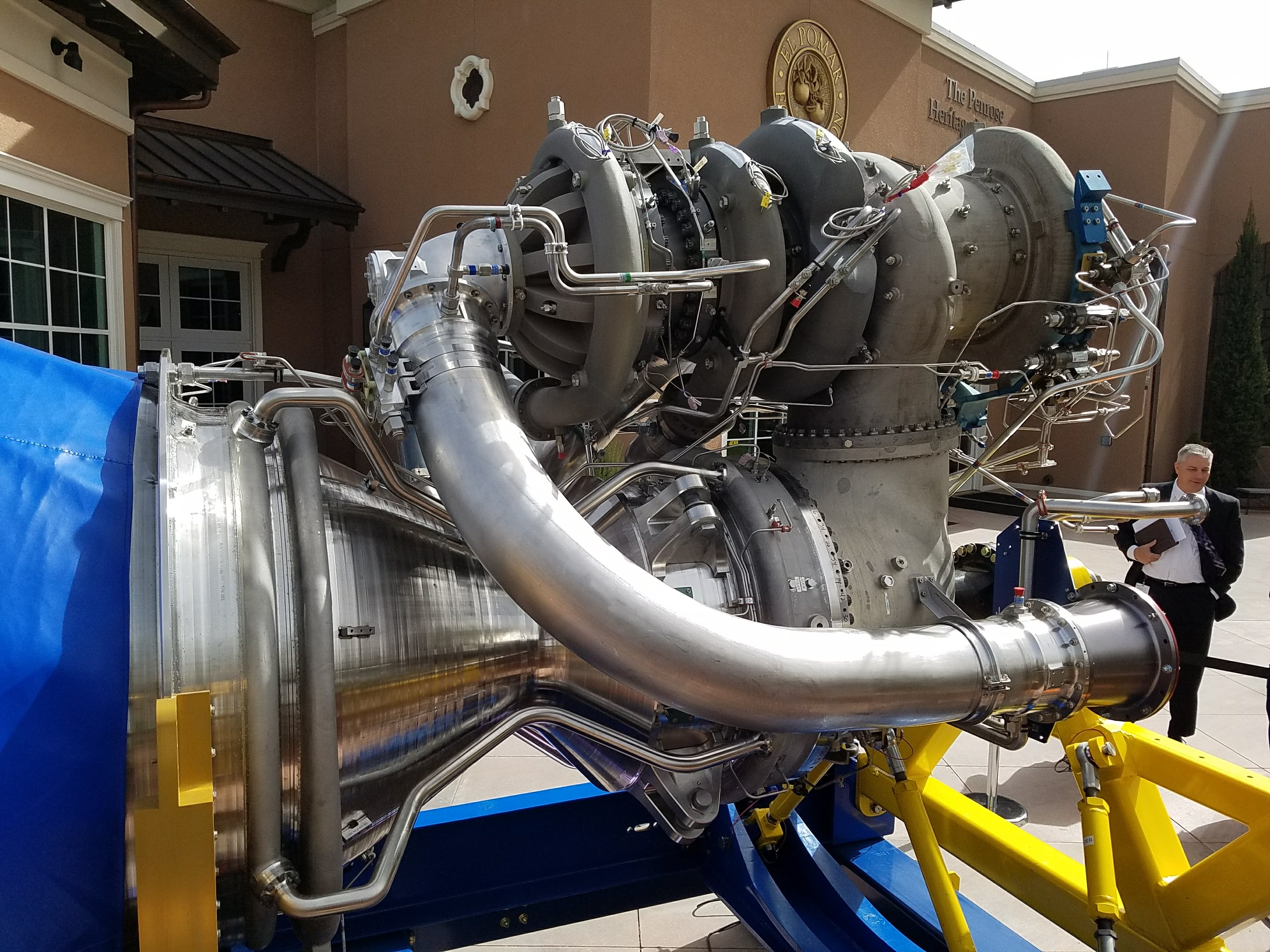
vue d'ensemble sauf la tuyère (avril 2018).

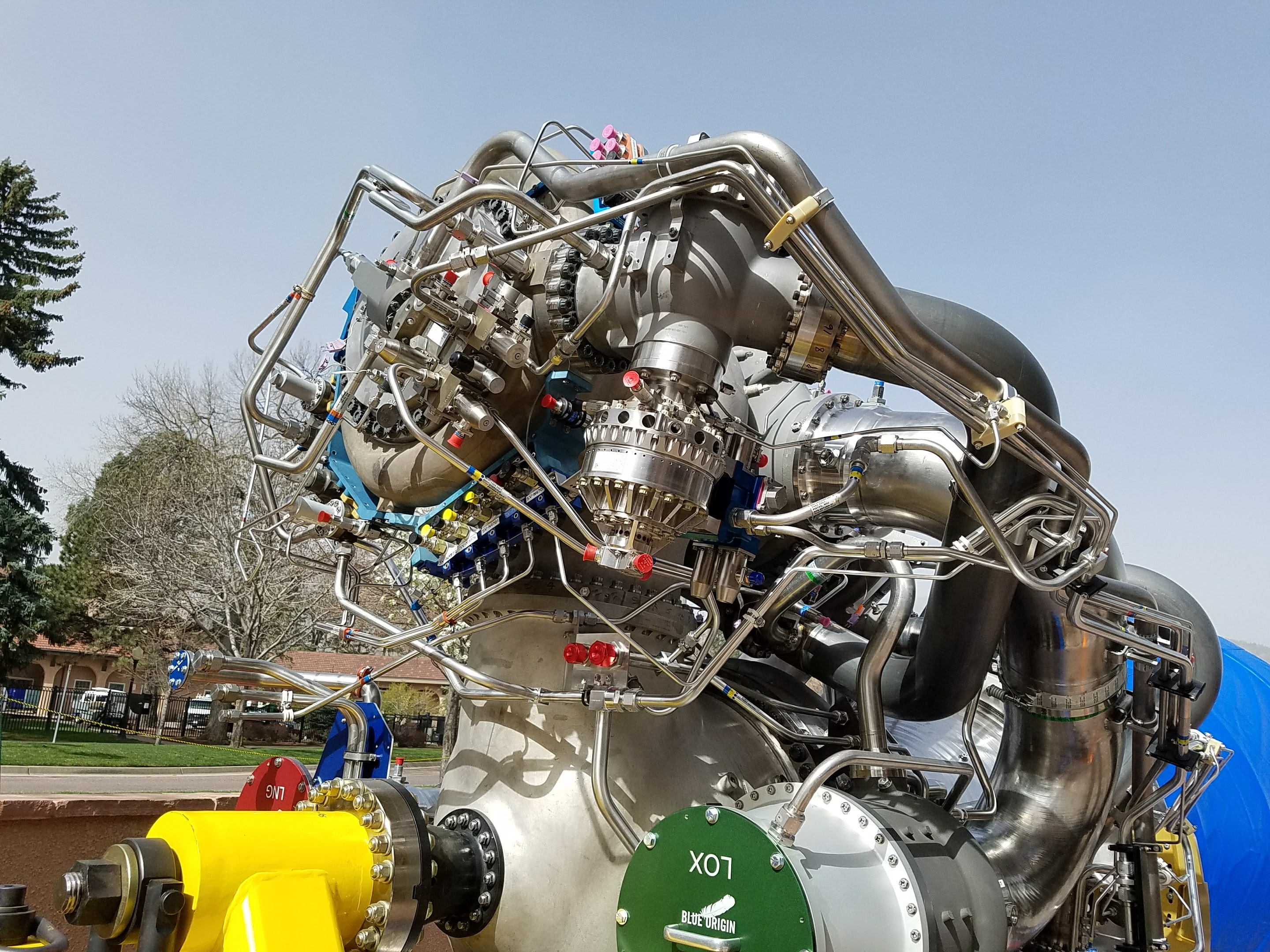
Vue du dessus (avril 2018).

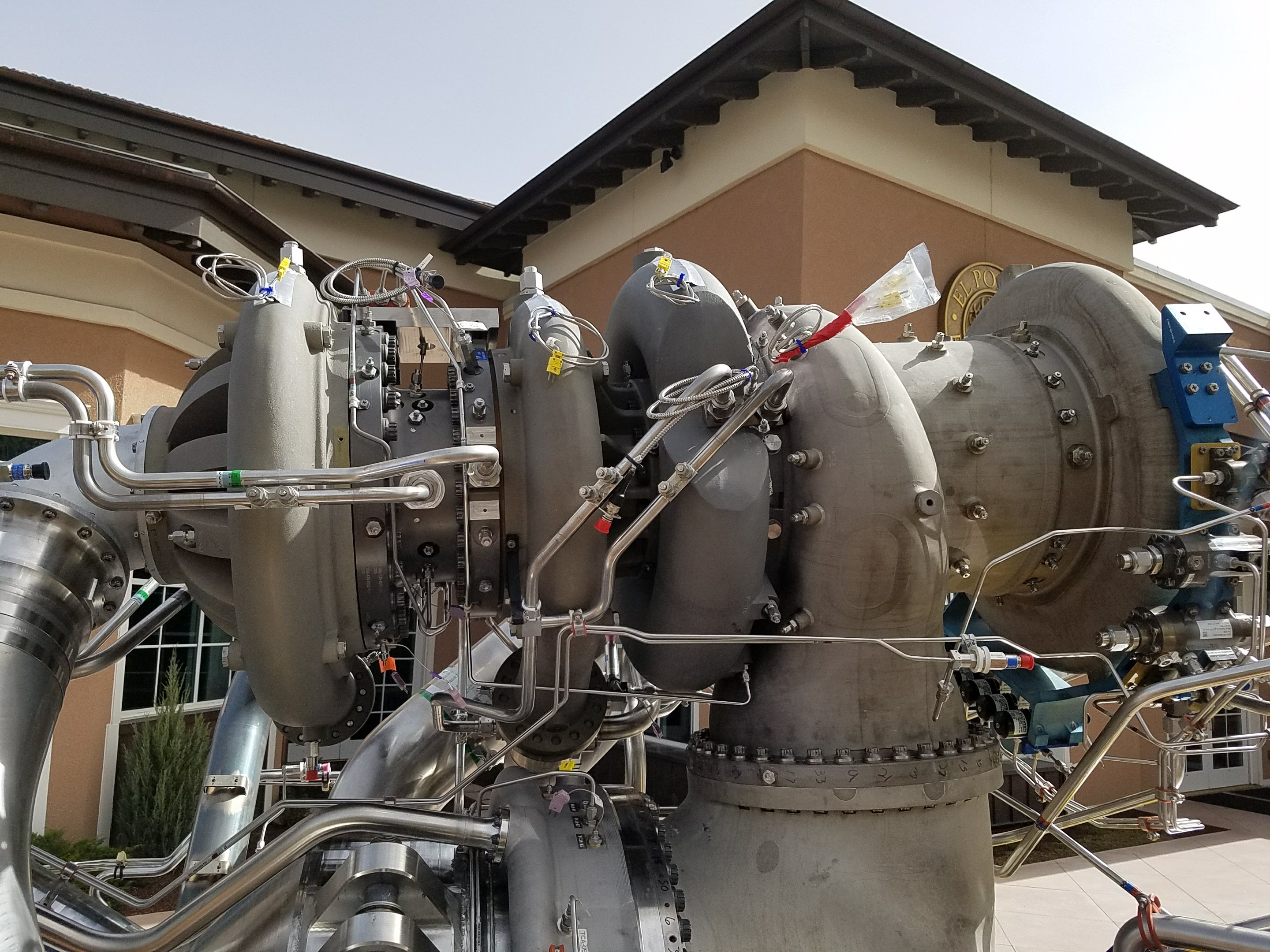
Turbopompe (avril 2018).

Le BE-4 est un moteur-fusée américain du constructeur Blue Origin. Ce moteur-fusée à ergols liquides à combustion étagée brûle un mélange méthane / oxygène liquide et délivre une poussée de 2 400 kN au niveau du sol (environ 245 tonnes). Deux moteurs de ce type propulsent le premier étage de la fusée Vulcan de United Launch Alliance (ULA), qui réalise son premier vol en janvier 2024. Le premier étage du lanceur lourd New Glenn de Blue Origin est quant à lui propulsé par sept BE-4 et a effectué son premier vol le 16 janvier 2025

## Caractéristiques techniques
Le BE-4 est un moteur-fusée à ergols liquides à combustion étagée. L'utilisation du méthane permet de pressuriser les réservoirs avec les ergols eux-mêmes (pressurisation autogène) et de supprimer le recours à un système coûteux et complexe reposant sur l'utilisation d'hélium. Le développement du moteur s'appuie sur les travaux de la même société réalisé sur le BE-3 qui a une poussée de 50 tonnes et qui a effectué ses premiers vols d'essais en 2015.
Le moteur développe une poussée de 2 400 kN au sol et de 2 714 kN dans le vide. L'impulsion spécifique est de 355 secondes dans le vide. Il utilise la technique avancée de la combustion étagée : une grande partie des ergols passe par une pré-chambre de combustion où ceux-ci sont en partie brulés. Les gaz en sortie de cette préchambre entrainent les turbines avant d'être injectés dans la chambre de combustion. La pression dans celle-ci est de 134 bars, ce qui est relativement faible compte tenu du système d'alimentation utilisé mais réduit les couts de remise en état lorsque le moteur est réutilisé. Il est prévu de pouvoir réutiliser le moteur-fusée 25 fois sans maintenance majeure. Une turbine unique entraine les deux turbopompes qui mettent sous pression les ergols. Sa vitesse est de 19 000 tours par minute et elle développe une puissance de 70 000 chevaux. Le moteur brûle 780 kilogrammes d'ergols par seconde,.

## Historique

### Sélection par ULA
Le développement du moteur-fusée BE-4 de Blue Origin débute en 2011 mais n'est rendu public qu'à l'automne 2014 lorsque la société United Launch Alliance (ULA) annonce qu'elle a sélectionné ce moteur pour propulser le successeur de son lanceur Atlas V. Le remplacement de ce lanceur est une conséquence des tensions croissantes entre la Russie et les États-Unis à la suite de l'invasion de la Crimée par son voisin russe. En effet, l'Atlas V est propulsée par un moteur-fusée russe RD-180 dont l'importation pourrait être interdite. Le développement du futur lanceur de ULA, baptisé Vulcan, est annoncé en avril 2015. Son premier étage doit être propulsé par deux BE-4.

### Le moteur concurrent: l'AR-1 de Aerojet Rocketdyne
Le moteur-fusée AR-1 proposé par le constructeur « historique » Aerojet Rocketdyne n'a pas été retenu par ULA. Aerojet, en perte de vitesse depuis l'arrivée du lanceur Falcon 9 de SpaceX et des moteurs d'origine russe, propose ce nouvel engin de 2 200 kiloNewtons de poussée qui a recours à une propulsion plus traditionnelle (Kérosène/Oxygène) avec l'objectif d'obtenir sa certification en 2019 et son premier vol en 2020. Bien que l'Armée de l'air américaine ait prévu de financer son développement à hauteur de 536 millions US$ pour remplacer du moteur russe RD-180, United Launch Alliance (ULA) doute de la capacité financière de Aerojet à mener son développement jusqu'au bout. Par contre, le financement du BE-4 semble plus assuré notamment par l'implication du propriétaire de Blue Origin, le milliardaire Jeff Bezos, mais également parce que le BE-4 doit propulser la fusée New Glenn, le futur lanceur de Blue Origin. Par ailleurs, le développement du BE-4 selon ULA est plus avancé. Néanmoins United Launch Alliance, n'écarte pas complètement, au moment de son choix en avril 2015, l'AR-1. Celui-ci pourrait être sélectionné en cas de difficulté dans la mise au point du BE-4.

### Développement
En mai 2014, un banc d'essais destiné au BE-4 et comportant deux postes est inauguré à Corn Ranch, près de Van Horn au Texas. Blue Origin annonce en avril 2015 que les premiers tests du moteur complet devraient avoir lieu en 2016 et devraient s'achever en 2017. En septembre 2016, le développement du lanceur New Glenn de Blue Origin est officiellement annoncé : le premier étage, qui est réutilisable, utilise sept moteurs-fusées BE-4 et le deuxième étage, une version optimisée pour le vide, le BE-4U. En mars 2017, le premier exemplaire du moteur est assemblé. Durant un test sur banc d'essais qui se déroule en mai 2017, un moteur BE-4 est victime d'une explosion qui détruit les composants situés en amont de la chambre de combustion. En mars 2018, Blue Origin renonce à la version BE-4U pour la propulsion du deuxième étage de la fusée New Glenn. Celui-ci sera propulsé par deux BE-3U, version du moteur propulsant le New Shepard adaptée au fonctionnement dans le vide. En septembre 2018, ULA annonce qu'elle sélectionne définitivement le moteur-fusée BE-4 et qu'elle abandonne complètement l'idée de recourir à l'AR-1.

## Centre de fabrication dans l'Alabama
Blue Origin fait construire à Huntsville dans l'Alabama une usine pour la fabrication de son moteur-fusée BE-4. Le coût de construction de cet établissement, qui emploiera environ 350 personnes, est évalué 200 millions US$.